# Алмазный меч, деревянный меч
«Алмазный меч, деревянный меч» — роман российского писателя Ника Перумова в жанре фэнтези, первая книга цикла «Летописи Разлома». В 1998 году роман в двух томах вышел в издательстве «Эксмо-Пресс» тиражом 20 тысяч экземпляров, дополнительный тираж в 1998—2000 годах составил 24 тысячи экземпляров. В 1999 году на четвёртом конгрессе «Странник» в Санкт-Петербурге автор за этот роман получил приз в номинации «Меч идущего рядом».

## Сюжет
Империя Мельин управляется марионеточной монархией, в то время как реальная власть принадлежит магическим орденам Радуги. В Мельине дискриминируются малые народы (Нелюдь) — такие, как Дану, эльфы, гномы и орки. Согласно пророчеству, у Дану и у гномов вскоре должно появиться магическое оружие, воплощающее их ненависть друг к другу и к людям — Алмазный меч (Драгнир) у гномов и Деревянный меч (Иммельсторн) у Дану.
Молодой Император, желающий вырваться из-под опеки Радуги, пользуясь услугами Серой Лиги — тайного общества наёмных убийц и шпионов Мельина, — поднимает кровавый мятеж с целью вырезать на корню ненавистные ему магические ордена. Однако он и не подозревает, что его бунт спровоцирован более высокими силами — Неназываемым, существом из-за пределов «Упорядоченного», поглощающим миры. Прорыв его орд маги Радуги смогли остановить только ценой самоуничтожения.
Мельину всё ещё грозит гибель, если в бою сойдутся Алмазный и Деревянный мечи. Носительница Деревянного меча из племени Дану, Агата, полюбила Императора и готова отказаться от мести, но её подчинённые идут в бой даже против её воли. В последний момент Мечами завладевает воин Серой Лиги Фесс — авантюрист и недоучившийся боевой маг, сбежавший из другого мира и пришедший на службу Императору. Мощнейший взрыв создает в Мельине гигантский Разлом, а Фесса и Мечи выбрасывает через него в другой мир.

## Персонажи

### Главные герои
- Агата, она же Сеамни Оэктаканн — девушка из народа Дану, захваченная в плен во время миссии по поиску зародыша Деревянного Меча, впоследствии его Хранительница.
- Император — совсем недавно взошедший на трон государь Мельинской Империи.
- Кицум — клоун бродячего цирка Онфима и Онфима, в действительности — воин Серой Лиги, охотившийся за Деревянным Мечом.
- Фесс, он же Кэр Лаэда — воин Серой Лиги, в действительности — урождённый маг Долины Магов, не получивший диплома и не имеющий членства в Гильдии боевых магов.
- Тави — боевой маг Мельина, волшебница-самоучка, в детстве чудом избежавшая костра Радуги и воспитанная племенем Вольных, участница поисков Алмазного Меча народа гномов.
- Сидри Дромаронг — гном, торговец, глава каравана, в действительности — агент Каменного Престола, посланный за Алмазным Мечом.
- Акциум — неизвестный маг, заточённый под фундаментами храма Хладного Пламени в мельинском городе Хвалине, в действительности — бывший Истинный Маг Мерлин, после Восстания Новых Богов предавшийся Хаосу в лице магов острова Брандей, однако впоследствии отвергнувший его службу и в наказание за измену заточённый в мире Мельина посланцем Хаоса.
- Хозяин Ливня — маг-ренегат Ордена Арк, обретающий бессмертие за счет пожирания душ разумных существ, погибших под струями Смертного Ливня, в прошлом — наставник Тави.
- Сильвия Нагваль — полноправный адепт Ордена Арк, дочь Хозяина Ливня и внучка Верховного Мага Ордена Арк.
- Сежес — глава Ордена Лив, наставница Императора Мельина.
- Клара Хюммель — урождённый боевой маг по найму, член (впоследствии глава) Гильдии боевых магов Долины.

### Герои второго плана
- Хеон — один из патриархов Серой Лиги, по происхождению — дворянин, возглавивший мятеж против Радуги в кварталах Чёрного Города Мельина.
- Кан-Торог — воин племени Вольных, член Круга Капитанов, нанятый Каменным Престолом для сопровождения Сидри Дромаронга в его миссии.
- Илмет — адепт Ордена Арк, участник поиска Мечей.
- Онфим — содержатель бродячего цирка, в действительности — адепт Ордена Арк, при помощи своей рабыни-Дану Агаты обнаруживший и захвативший Деревянный Меч.
- Эвелин и Нодлик — супруги-жонглёры из бродячего цирка Онфима, в действительности — воины Серой Лиги, охотившиеся за Деревянным Мечом.
- Седрик Алый — последний князь-маг народа Дану, возглавивший поход остатков воинства своего народа по зову Деревянного Меча.
- Ондуласт — адепт Ордена Кутул в Хвалине, едва не разоблачивший миссию Сидри Дромаронга.
- Тарвус — граф Империи, глава мельинской знати, принявшей сторону Императора в войне с Радугой.
- Брагга — барон Империи, предводитель баронского ополчения, в противостоянии Императора и Радуги неформально вставший на сторону магов.
- Аврамий — командир (легат) Первого легиона, один из мельинских лидеров мятежа против Радуги.
- Козлоногий — безымянный миньон Неназываемого, пленивший Клару Хюммель в Мельине и передавший Фессу магическую латную перчатку для Императора, — негатор, нейтрализующий любые магические действия, направленные против её носителя.
- Райна — валькирия, последняя из оставшихся в живых после Боргильдовой битвы, страж Долины Магов, впоследствии — телохранительница Клары Хюммель.
- Игнациус Коппер — архимаг Долины Магов, дальний родственник Фесса, один из величайших смертных волшебников Упорядоченного.
- Эвис Эмплада — боевой маг по найму, член Гильдии боевых магов Долины, соратница Клары Хюммель.
- Эгмонт — боевой маг по найму, член Гильдии боевых магов Долины, соратник Клары Хюммель.
- Мелвилл — боевой маг по найму, член Гильдии боевых магов Долины, соратник Клары Хюммель.

## Адаптации и переводы
Роман «Алмазный меч, деревянный меч» послужил основой для одноимённой компьютерной ролевой игры (разработчики: Primal Software и Quant Games, издатель: 1С), выпущенной в 2008 году. Сайт «Absolute Games» назвал эту игру «одной из худших RPG по мотивам российской фантастики», попутно отметив, что «взятое за основу произведение тоже не блистало».
В 2006 году вышел перевод романа на шведский язык под названием «Svärdens väktare, första boken: Diamantsvärdet och träsvärdet, första delen».
Неоднократно сообщалось о планах экранизации книги, называлась даже компания — «Новый русский сериал», однако проект так и не был реализован.

## Отзывы критики
Роман Арбитман негативно отозвался о романе, назвав его «сляпанным на скорую руку», критикуя просторечную «митьковскую» речь персонажей, сдобренную «армейскими хохмочками», обилие «высокопарной тарабарщины, где каждое слово обязательно требует себе заглавной буквы», безвкусные сцены насилия, а также отмечая вторичность романа по отношению ко многим известным источникам: 
Николай Даниилович (Ник) Перумов, спец в жанре fantasy, известный грамотными сиквелами Толкиена, свой недавний роман «Алмазный меч, деревянный меч» буквально сляпал на скорую руку — из кельтских мифов, картинок древнеримской истории и истории европейского средневековья, обломков разнообразных американских fantasy, Булгакова и Томаса Мэлори, «Спартака» и справочника «Холодное оружие средневековья». Гномы, тролли, орки, колдуны, священники, исповедующие культ Спасителя, римские легионеры, маги (включая Мерлина), бродячие циркачи, император со свитой... — все это обильно полито кетчупом и смешано в горячечном воображении автора.
 Арбитман особо подчеркнул, что «моральный релятивизм автора уничтожил грань между добром и злом», главные герои не вызывают сочувствия, «следить за приключениями омерзительных существ, проливающих реки крови (в том числе и своей), тошно и тоскливо».